# Thomirey
Thomirey település Franciaországban, Côte-d’Or megyében. Lakosainak száma 56 fő (2022. január 1.). Thomirey Foissy, Antigny-la-Ville, Champignolles, Saussey, Bessey-la-Cour, Écutigny, Lacanche és Veilly községekkel határos.

## Népesség
A település népessége az elmúlt években az alábbi módon változott:
| Lakosok száma | 75   | 63   | 53   | 56   | 47   | 44   | 50   | 54   | 55   | 56   |
|               | 1968 | 1982 | 1990 | 2006 | 2013 | 2015 | 2017 | 2019 | 2020 | 2022 |